# Oscar Cames
Oscar Cames (Río Segundo, 1901 - Rosario, 1980) fue un médico argentino. Junto al doctor Wenceslao Tejerina Fotheringham, fue uno de los dos «grandes maestros de la cirugía de Rosario con transcendencia en el ámbito nacional e internacional, fueron los precursores de la cirugía cardiovascular».

## Biografía
Oscar Cames nació en 1901 en Río Segundo, provincia de Córdoba (Argentina). 
Tras efectuar sus estudios secundarios en el Colegio Nacional n.º 1 de Rosario (Argentina), ingresó en la Facultad de Medicina de la Universidad Nacional del Litoral
Cuatro años después (en 1924), sin todavía haberse recibido de médico, participó con los hermanos Lelio Zeno y Artemio Zeno en la fundación del Sanatorio Británico de Rosario. Ya recibido (en 1925), comenzó su carrera docente en la cátedra de la Clínica Quirúrgica a cargo del profesor Artemio Zeno.
Durante su carrera fue director del Instituto Politécnico de Cirugía en Rosario. Allí, fue el primero en efectuar la ligadura de un ductus, pocos años después de que en 1938 Robert E. Gross lo hiciera por primera vez en el mundo.
En 1941, Enrique Finochietto operó en el Sanatorio Podestá en Buenos Aires, el primer caso de ductus arterioso. Fue ésta la primera operación cardíaca en Argentina y en Latinoamérica. El segundo caso, lo operó Oscar Cames, en el Hospital Británico de Rosario; y el tercer caso, Alfonso Roque Albanese, en su clínica en Buenos Aires. Todos en el mismo año. Fueron estos 3 equipos los que iniciaron la cirugía cardíaca en Argentina y en Latinoamérica. 
Fue discípulo del doctor Cames, entre otros, el destacado cirujano cardiovascular Pablo Benetti Aprosio (1920-1995).
Fue autor de más de cien publicaciones profesionales (entre ellas Tratamiento operatorio de la úlcera del estómago y del duodeno) e introdujo innovaciones metodológicas que representaron un adelanto en el ámbito asistencial y docente y motivaron su designación como miembro de la Academia Nacional de Medicina (Argentina) en 1965.
También fue vicepresidente del Círculo Médico de Rosario, y entre 1956 y 1957 fue presidente del capítulo de su país del Colegio Estadounidense de Cirujanos.
Falleció en el mes de noviembre de 1980 en la ciudad de Rosario, provincia de Santa Fe.